# François Périer
François Périer (* 10. November 1919 in Paris; gebürtig François Gabriel Marie Pillu; † 29. Juni 2002 ebenda) war ein französischer Schauspieler.

## Leben und Wirken
Périer erhielt seine Schauspielausbildung von 1937 bis 1939 am Pariser Konservatorium. Außer auf der Bühne stand er bereits ab 1938 auch vor der Filmkamera. In dem berühmten Vorkriegsfilm Hôtel du Nord gibt er einen jungen homosexuellen Arbeiter.
Seine erste bedeutende Hauptrolle übernahm Périer 1941 in dem Liebesfilm Der erste Ball. Nach dem Ende der deutschen Besetzung Frankreichs im Zweiten Weltkrieg wurde er, obwohl nie zur ersten Riege der französischen Leinwandstars zählend, zum gereiften Charakterdarsteller, der sowohl als Kommissar (etwa in Der eiskalte Engel und Das Mädchen und der Kommissar) als auch als finsterer Machtmensch brillierte. Noch von 1984 bis 1987 trat er in der italienisch-deutschen Fernsehserie Allein gegen die Mafia als Mafia-Anwalt auf.
Daneben spielte Périer kontinuierlich Theater und feierte besonders in Stücken von Jean-Paul Sartre Erfolge, darunter Die schmutzigen Hände, Die Eingeschlossenen von Altona und Der Teufel und der liebe Gott.
Périer war dreimal verheiratet, u. a. von 1941 bis 1949 mit der Schauspielerin Jacqueline Porel und von 1949 bis 1959 mit der Schauspielerin Marie Daëms. Er starb an einem Herzstillstand und ist auf dem Cimetière de Passy in Paris an der Seite der Schauspielerin Réjane, der Großmutter Jacqueline Porels, und seines Stiefsohnes Marc Porel bestattet.

## Filmografie
- 1938: Hôtel du Nord
- 1939: Lebensabend (La Fin du jour)
- 1941: Der erste Ball (Premier bal)
- 1943: Die silberne Peitsche (Le camion blanc)
- 1944: Auf Wiederhören! (Bonsoir mesdames, bonsoir messieurs)
- 1946: Sylvia und das Gespenst (Sylvie et le fantôme)
- 1946: Wenn der Himmel versagt (La tentation de Barbizon)
- 1946: Zum kleinen Glück (Au petit bonheur)
- 1946: Schatten der Vergangenheit (Un revenant)
- 1947: Schweigen ist Gold (Le Silence est d'or)
- 1949: Rückkehr ins Leben (Retour à la vie)
- 1949: Orpheus (Orphée)
- 1951: Seine Majestät, der Seehund (Mon phoque et elles)
- 1952: Die Liebe mit 20 (L'amour, Madame)
- 1953: Römischer Reigen (Villa Borghese)
- 1954: Dürfen Frauen so sein? (Secrets d'alcôve)
- 1954: Der tolle Musketier (Cadet Rousselle)
- 1955: Zwischenlandung in Paris (Escale à Orly)
- 1955: Die Geflüchteten (Les évadés)
- 1957: Bei Sylvia werden Männer schwach (Que les hommes sont bêtes)
- 1957: Einer starb zu früh (Les louves)
- 1957: Die Nächte der Cabiria (Le notti di Cabiria)
- 1957: Der sechste Mann (Tous peuvent me tuer)
- 1957: Kavaliere (Charmants garçons)
- 1958: Piraten von Madagaskar (La bigorne)
- 1958: Die Erschaffung der Welt (Stvorení sveta)
- 1960: Das Testament des Orpheus (Le testament d'Orphée)
- 1960: Die Französin und die Liebe (La française et l'amour)
- 1961: Liebhaber für fünf Tage (L'amant de cinq jours)
- 1962: Wir bitten zu Bett (Les petits matins)
- 1963: Fünf Glückspilze (Les veinards)
- 1963: Die Peitsche im Genick (I compagni)
- 1963: Bonbons mit Pfeffer (Dragées au poivre)
- 1963: Der Ehekandidat (La visita)
- 1964: Dünkirchen, 2. Juni 1940 (Week-end à Zuydcoote)
- 1967: Ein Mann zuviel (Un homme de trop)
- 1967: Der eiskalte Engel (Le samouraï)
- 1968: Blaue Gauloises (Les gauloises bleues)
- 1969: Z – Anatomie eines politischen Mordes (Z)
- 1970: Wenn Marie nur nicht so launisch wär’ (Les caprices de Marie)
- 1970: Vier im roten Kreis (Le cercle rouge)
- 1971: Das Mädchen und der Kommissar (Max et les ferrailleurs)
- 1971: Vor Einbruch der Nacht (Juste avant la nuit)
- 1972: Das Attentat (L'attentat)
- 1974: Stavisky
- 1976: Dr. med. Françoise Gailland (Docteur Françoise Gailland)
- 1976: Police Python 357
- 1978: Staatsraison (La raison d'état)
- 1979: Der Polizeikrieg (La guerre des polices)
- 1980: The Mad Mustangs (Le bar du téléphone)
- 1983: Der Kämpfer (Le battant)
- 1984–1987: Allein gegen die Mafia (La piovra)
- 1987: Schütze deine Rechte (Soigne ta droite)
- 1990–1991: Codename: Gorilla (Le gorille)